# Lijst van steden en dorpen in Flevoland
Lijst van Flevolandse steden, dorpen en buurtschappen met een verwijzing naar de gemeente waaronder ze vallen. Wat wel en wat niet in de lijst komt is bepaald door de index van de Topografische Atlas 1:25000 voor het laatst uitgegeven in 2004 door de ANWB. Eventuele wijzigingen betreffende gemeentelijke herindelingen zijn meegenomen t/m 2008.

## A
- Almere
- Almere Buiten (stadsdeel in de gemeente Almere)
- Almere Haven (stadsdeel in de gemeente Almere)
- Almere Hout (stadsdeel in de gemeente Almere)
- Almere Pampus (stadsdeel in de gemeente Almere)
- Almere Poort (stadsdeel in de gemeente Almere)
- Almere Stad (stadsdeel in de gemeente Almere)

## B
- Bant (dorp in de gemeente Noordoostpolder)
- Biddinghuizen (dorp in de gemeente Dronten)

## C
- Creil (dorp in de gemeente Noordoostpolder)

## D
- Dronten

## E
- Emmeloord (stad in de gemeente Noordoostpolder)
- Ens (dorp in de gemeente Noordoostpolder)
- Espel (dorp in de gemeente Noordoostpolder)

## H
- Harderhaven (buurtschap in de gemeente Zeewolde)

## K
- Ketelhaven (buurtschap in de gemeente Dronten)
- Ketelhoek (buurtschap in de gemeente Noordoostpolder)
- Kraggenburg (dorp in de gemeente Noordoostpolder)

## L
- Lelystad
- Luttelgeest (dorp in de gemeente Noordoostpolder)

## M
- Marknesse (dorp in de gemeente Noordoostpolder)

## N
- Nagele (dorp in de gemeente Noordoostpolder)

## R
- Roggebotsluis (gehucht in de gemeente Dronten)
- Rutten (dorp in de gemeente Noordoostpolder)

## S
- Schokland (dorp in de gemeente Noordoostpolder)
- Schokkerhaven (buurtschap in de gemeente Noordoostpolder)
- Swifterbant (dorp in de gemeente Dronten)

## T
- Tollebeek (dorp in de gemeente Noordoostpolder)

## U
- Urk

## Z
- Zeewolde

Drenthe ·
Flevoland ·
Friesland ·
Gelderland ·
Groningen ·
Limburg ·
Noord-Brabant ·
Noord-Holland ·
Overijssel ·
Utrecht ·
Zeeland ·
Zuid-Holland